# 栗城寿圣寺
栗城寿圣寺，位于中华人民共和国山西省晋中市左权县栗城乡栗城村，已列为山西省文物保护单位。

## 保护
2021年8月4日，栗城寿圣寺由山西省人民政府公布为第六批山西省文物保护单位，编号6-119。